# Československá basketbalová liga 1965/1966
1. basketbalová liga 1965/1966 byla v Československu nejvyšší ligovou basketbalovou soutěží mužů, v ročníku 1. ligy hrálo 14 družstev, která se po základní části rozdělila na tři skupiny po čtyřech družstvech a ještě v nich odehráli dva turnaje. Slavia VŠ Praha získala druhý titul mistra Československa, Spartak ZJŠ Brno skončil na 2. místě a Sparta ČKD Praha na 3. místě. Z ligy sestoupilo pět družstev, protože v dalším ročníku došlo ke snížení na 12 účastníků. Ze čtyř nováčků tři sestoupili (Spartak Metra Blansko, Tatran Praha, Slavia Praha) a zachránila se jen Slávia SVŠT Bratislava. Sestoupila také družstva Slovan ChZJD Bratislava a Lokomotíva Prešov.
Konečné pořadí:
1. Slavia VŠ Praha (mistr Československa 1966) – 2. Spartak Brno ZJŠ – 3. Sparta ČKD Praha – 4. Dukla Olomouc – 5. Iskra Svit – 6. NHKG Ostrava – 7. Slávia VŠ Bratislava – 8. Spartak Tesla Žižkov – 9. Slovan Orbis Praha – dalších 5 družstev sestup z 1. ligy: 10. Slovan Bratislava – 11. Spartak Metra Blansko – 12. Tatran Praha – 13. Slavia Praha IPS – 14. Lokomotíva Prešov

## Systém soutěže
Všech čtrnáct družstev odehrálo dvoukolově každý s každým (zápasy doma – venku), každé družstvo odehrálo 26 zápasů, prvních 12 družstev dle pořadí ve 3 skupinách další dva turnaje, tedy celkem 32 zápasů. Finálový turnaj se tento rok konal v Jihlavě.

## Konečná tabulka 1965/1966
| Poř. | Tým                        | Z  | V  | P  | Skóre     | Body |
| ---- | -------------------------- | -- | -- | -- | --------- | ---- |
| 1.   | Slavia VŠ Praha            | 32 | 29 | 3  | 2865:2347 | 61   |
| 2.   | Spartak Brno ZJŠ           | 32 | 28 | 4  | 3086:2338 | 60   |
| 3.   | Sparta Praha               | 32 | 22 | 10 | 2651:2396 | 54   |
| 4.   | Dukla Olomouc              | 32 | 20 | 12 | 2748:2628 | 52   |
|      |                            |    |    |    |           |      |
| 5.   | Iskra Svit                 | 32 | 21 | 11 | 2597:2169 | 53   |
| 6.   | NHKG Ostrava               | 32 | 17 | 15 | 2512:2516 | 49   |
| 7.   | Slávia VŠ Bratislava       | 32 | 16 | 16 | 2483:2401 | 48   |
| 8.   | Spartak Tesla Žižkov Praha | 32 | 14 | 18 | 2400:2564 | 46   |
|      |                            |    |    |    |           |      |
| 9.   | Slovan Orbis Praha         | 32 | 18 | 14 | 2519:2387 | 50   |
| 10.  | Slovan ChZJD Bratislava    | 32 | 14 | 18 | 2205:2385 | 46   |
| 11.  | Spartak Metra Blansko      | 32 | 9  | 23 | 2259:2542 | 41   |
| 12.  | Tatran Praha               | 32 | 6  | 26 | 2180:2634 | 38   |
|      |                            |    |    |    |           |      |
| 13.  | Slavia Praha IPS           | 26 | 3  | 23 | 1640:2110 | 29   |
| 14.  | Lokomotíva Prešov          | 26 | 1  | 25 | 1482:2206 | 27   |

## Sestavy (hráči, trenéři) 1965/1966
- Slavia VŠ Praha: Jiří Zídek, Karel Baroch, Jiří Ammer, Jiří Zedníček, Jiří Šťastný, Jaroslav Kovář, Jiří Konopásek, Jaroslav Křivý, Jan Blažek, Zdeněk Hummel, Kraus, Jiří Lizálek, Knop, Hradec. Trenér Jaroslav Šíp
- Spartak Brno ZJŠ: František Konvička, Vladimír Pištělák, Zdeněk Bobrovský, Jan Bobrovský, Zdeněk Konečný, František Pokorný, Vlk, Jambor, Dubš, Cvrkal, Novický, Ballon-Mierný, V. Konvička. Trenér Ivo Mrázek
- Sparta Praha: Bohumil Tomášek, Milan Voračka, Miloš Pražák, Petr Kapoun, Jan Mrázek, Jiří Marek, Silvestr Vilímec, Vladimír Mandel, Celestín Mrázek, Ladislav Nenadál, Slavoj Czesaný, Jiří Janoušek, Dušan Krásný, František Cikán, Pavel Novotný. Trenér Vladimír Heger
- Dukla Olomouc: František Konvička, Jiří Růžička, Robert Mifka, Pavel Pekárek, Dzurilla, Martínek, Krajč, Tomajko, Janál, Meszároš, Mikletič, Mucha. Trenér Drahomír Válek
- Iskra Svit: Boris Lukášik, Rudolf Vraniak, Karol Horniak, Jozef Straka, Horňanský, Lehotzký, Setnička, Brychta, Preisler, Sahlica, Kočík, Soročina, Šmihula, Prossek. Trenér Dušan Lukášik
- NHKG Ostrava: Vlastimil Hrbáč, Jaroslav Chocholáč, Pavel Škuta, Ďuriš, Hradílek, Khýr, Wrobel, Riegel, Sehnal, Unger, Nepraš, Kudela, Wostrý, Drobílik. Trenér S. Linke
- Slávia VŠ Bratislava: Géze, Lošonský, Sako, Házel, Rehák, Matula, Maurovič, Šimek, Bahník, Doležel, Gregor, Michalik, Zeman, Herrmann, Lacko. Trenér J. Šimkovič
- Spartak Tesla Žižkov: Milan Voračka, Silvestr Vilímec, Jindřich Hucl, Vaníček, Gjurič, Kraibich, Spejchal, Medveď, Kučera, Král, Bartošek, Gloser, Zdražil, M. Pokorný. Trenéři: Jindřich Kinský, S. Pražák
- Slovan Orbis Praha: Jaroslav Tetiva, Bohuslav Rylich, Zdeněk Rylich, Jiří Tetiva, Vladimír Janout, Hucl, Blank, Hartman, Vavřík, Anděra, Bartošek, Kocourek, Lukáš,Žižka. Trenér V. Šenkýř
- Slovan ChZJD Bratislava: Ján Hummel, Gabáni, Drescher, Farkaš, Ištvánfy, Bílik, Čomaj, Čuda, Žiak, Wágner, Mozola, Trnovský, Brunovský. Trenér E. Steuer
- Metra Blansko: Nerad, Kraváček, Paril, I. Paruch, Z. Paruch, Tribula, F. Fojtík, P. Pokorný, Homolka, Braunšlégr, Souček, Rodr, Štreit. Trenér I. Nerad
- Tatran Praha: Jiří Baumruk, Jiří Pietsch, Pavel Majerík, Petr Majerík, Jiří Konečný, Tomáš Záhalka, Pavel Gračko, Václav Krámek, Michal Kusík, Pavel Škeřil, Veselý, Jan Himmelsberger, Nováček, Spazier Trenér Jiří Baumruk
- Slavia Praha IPS: Zdeněk Douša, František Babka, Miloš Komeštík, Pudil, Kolář, Holec, Přikryl, Drábek, Hofman, Tichý, Schejbal, Hruška, Vondráček, Túma, Trenér František Gargela
- Lokomotíva Prešov: Jozef Straka, Kašper, Bombic, Benko, Lux, Tkáč, Nižník, Malárik, Kurian, Matula, Janda, Makuch, Baran, Poliak, Belej. Trenér M. Baránek

## Zajímavosti
- Slavia VŠ Praha v Poháru evropských mistrů 1965/66 skončila na 2. místě, odehrála 12 zápasů (8–4, skóre 1018–875), v semifinále vyřadila AEK Athény (Řecko) 103–73 a prohrála ve finále proti Simmenthal Olimpia Miláno (Itálie) 72–77. Body VŠ Praha ve finále: Jiří Zídek 20, Jiří Ammer 11, Karel Baroch, Jiří Zedníček a Jaroslav Kovář po 10, Jiří Šťastný 6, Jaroslav Křivý 5, Jiří Konopásek, Jiří Lízálek.
- Vítězem ankety Basketbalista roku 1965 byl František Konvička.
- „All Stars“ československé basketbalové ligy – nejlepší pětka hráčů basketbalové sezóny 1965/66: Jiří Zídek, František Konvička, Jan Bobrovský, Jiří Růžička, Karel Baroch.